# Provincia de Antsiranana
Antsiranana fue una antigua provincia de Madagascar con una superficie de 43.406 km². Tenía una población de 1.188.425 habitantes (julio de 2001). Su capital era Antsiranana.
La ciudad más importante es Antsiranana, antes llamada "Diego Suárez", nombre que le dieron los portugueses. 

## Características
Se encuentra situada en una bahía, cerrada al mar con solo una entrada por donde llegan buques que aprovisionan la zona, ya que es el único medio de transporte (el marítimo) al no tener carreteras que la unan con la Capital. También suelen llegar buques de pasaje y sobre todo atuneros. Cuenta además con aeropuerto con vuelos diarios a la capital y a Nosy Be. Tiene una superficie de 43.046 km², que en términos de extensión es similar a la de Suiza.

## Ciudades
- 1. Ambanja
- 2. Ambilobe
- 3. Andapa
- 4. Antalaha
- 5. Antsiranana Rural
- 6. Antsiranana Urban
- 7. Nosy Be
- 8. Sambava
- 9. Iharana

- Datos: Q656073
- Multimedia: Antsiranana / Q656073